# Valentia

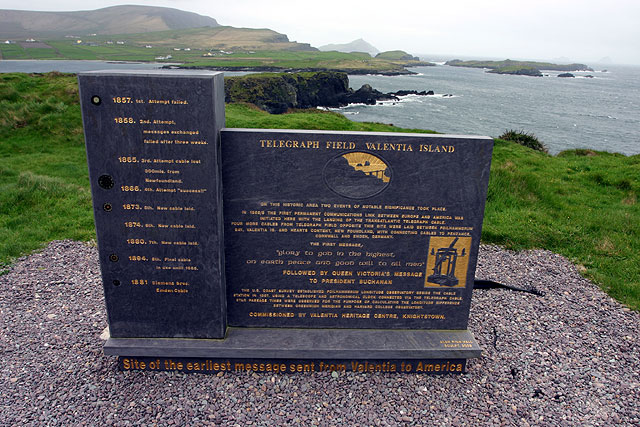
Monument w miejscu zakończenia kabla transatlantyckiego

Valentia (irl. Dairbhre) – wyspa na Oceanie Atlantyckim, leżąca na zachód od półwyspu Iveragh, z którym połączona jest mostem im. Maurice'a O'Neilla. Administracyjnie należy do irlandzkiego  regionu Munster, a dokładniej do hrabstwa Kerry. Wyspa ma 11 km długości i średnio 3 km szerokości. Jej najwyższy szczyt, Fogher, osiąga wysokość 268 m n.p.m. Główną miejscowością wyspy jest Knightstown.

## Stacja telegraficzna
Wyspa znana jest jako wschodni punkt końcowy transatlantyckiego kabla telegraficznego, łączącego ją ze wschodnim wybrzeżem Nowej Fundlandii. Pierwszy udany przesył wiadomości z wyspy tą drogą miał miejsce w 1857 roku. Stałe połączenie uruchomione zostało w 1866 i było użytkowane do 1966, kiedy to firma Western Union International zrezygnowała z jego eksploatacji. Obecnie w miejscu dawnej stacji telegraficznej, nazwanym Telegraph Field, znajduje się pamiątkowy monument.

## Kamieniołomy
Na wyspie eksploatowane kamieniołomy łupków. Tutejszy surowiec wykorzystano m.in. przy budowie gmachu brytyjskiego Parlamentu oraz Opery Paryskiej. Odkryto tu jedne z najstarszych znanych skamieniałych tropów wczesnych tetrapodów – ich wiek ocenia się na podstawie badań radiometrycznych na około 385 mln lat.

## Infrastruktura i komunikacja
Na wyspie znajduje się port morski oraz latarnia morska. W północnej części wyspy położony jest ogród z roślinami tropikalnymi, Glanleam House. Na Valentię można się dostać drogą lądową przez most z Portmagee, lub promem z Reenard Point.